# Jristina Burbu
Jristina Burbu (en griego: Χριστίνα Μπούρμπου; Salónica, 21 de octubre de 2000) es una deportista griega que compite en remo.
Ganó dos medallas en el Campeonato Europeo de Remo, en los años 2020 y 2024. Participó en los Juegos Olímpicos de Tokio 2020, ocupando el quinto lugar en la prueba de dos sin timonel.

## Palmarés internacional
| Campeonato Europeo | Campeonato Europeo | Campeonato Europeo | Campeonato Europeo |
| Año                | Lugar              | Medalla            | Prueba             |
| ------------------ | ------------------ | ------------------ | ------------------ |
| 2020               | Poznań (Polonia)   | Medalla de bronce  | Dos sin timonel    |
| 2024               | Szeged (Hungría)   | Medalla de plata   | Dos sin timonel    |